# Leuthere
Leuthere (auch Leutherius; † 676) war Bischof von Winchester. Er wurde 670 zum Bischof geweiht und trat sein Amt im selben Jahr an. Er starb zwischen 666 und 675. Im Jahre 672 nahm er an der Synode von Hertford teil, die von Theodor, Erzbischof von Canterbury einberufen wurde.